# Zákupský zpravodaj

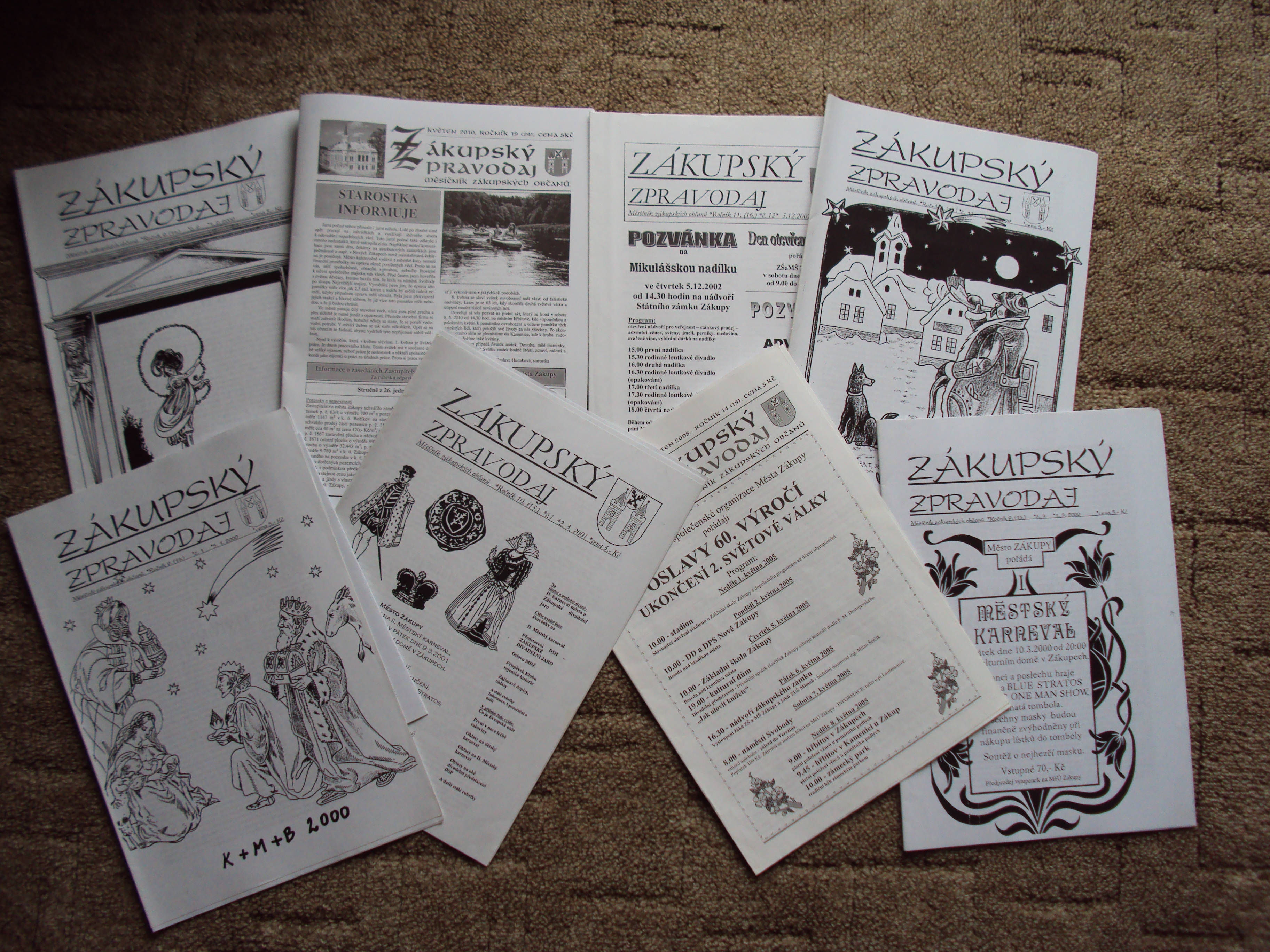
Ukázky z různých ročníků

Zákupský zpravodaj, měsíčník zákupských občanů je regionální časopis města Zákupy vydávaný městským úřadem. Vzhledem ke grafickému provedení nadpisu (zdvojené velké „Z“) se někdy název píše Zákupský Zpravodaj.

## Historie
Časopis založil v roce 1974 učitel školy v Zákupech Josef Šťastný. Byl psaný na psacím stroji. Pro nezájem MNV Zákupy po necelých třech letech zanikl. V roce 1992 obnovila vydávání tiskoviny tehdejší tajemnice MěNV paní Schelzigová. O rok později se redakce ujal Mgr. Jiří Šimek, kronikář města. V roce 1997 vznikla redakční rada jako pomocný orgán kulturní a školské komise města. Její počet a složení kolísá od 3 do 7 členů. V roce 1995 byl zaregistrován pod označením RKO kÚ 16/95. Vydavatelem je Městský úřad Zákupy.

## Distribuce a archivace
Uzávěrka čísla je 20.den měsíce. Na obvyklá prodejní místa ve městě je distribuován vždy první den v měsíci v nákladu 360–400 kusů. Část výtisků je rozesílána zájemcům poštou. Tištěn je ve Cvikově. Cena 5 Kč, tisk je dotován rozpočtem města. Všechny výtisky jsou archivovány mj. v archivu Kroniky města a jeden „povinný“ výtisk je dodáván od roku 1998 do Národní knihovny. V její databázi je veden pod systémovým číslem 000318708 jako místní časopis, je zde archivován od roku 1998 s možnosti si jej přečíst v studovně. Další výtisky i starších ročníků má k dispozici městská knihovna v Zákupech. Některá čísla si lze přečíst a stáhnout na webu města.

## Obsah
Rozsah je 12–16 listů formátu A4 v černobílém provedení. Zhruba třetina stránek patří informacím ze zasedání zastupitelů, rady, komisí, zpráv příspěvkových organizací města. Dále je zde desítka pravidelných rubrik, vedených členy redakční rady, např. Sport, Společenské organizace, Kronika měsíce atd.. Doplněno je nahodilými příspěvky čtenářů, fotografiemi a v rozsahu 1–2 listů i placenou inzercí.
V roce 2008 byl připomenut na i-novinách v souvislosti se seriálem vzpomínek na události roku 1945 z různých obcí okresu Česká Lípa 